# Heckler & Koch PSG1
De Heckler & Koch PSG1 ("Präzisions Schützen Gewehr", Duits voor scherpschuttersgeweer) is een semiautomatisch sluipschuttersgeweer. De PSG1 is een van de productiemodellen van de firma Heckler & Koch. Het wapen werd ontwikkeld als reactie op het bloedbad van München in 1972.

## Technische data
Het wapen gebruikt patronen van het kaliber 7,62×51mm NAVO. De PSG1 weegt 7,2 kilogram en is 1,23 meter lang. De loop van het wapen meet 65 centimeter.